# Gelastorhinus sinensis
Gelastorhinus sinensis är en insektsart som först beskrevs av Walker, F. 1871.  Gelastorhinus sinensis ingår i släktet Gelastorhinus och familjen gräshoppor. Inga underarter finns listade i Catalogue of Life.